# صدفیان
صَدَفیان (Ostracoda) رده‌ای از سخت‌پوستان هستند که گاه به آن‌ها میگوی دانه‌ای هم گفته می‌شود. در این رده در حدود ۷۰ هزار گونه شناسایی شده که در چندین راسته دسته‌بندی شده‌اند.
صدفیان سخت‌پوستانی کوچک‌اند که طول آن‌ها معمولاً در حدود یک میلی‌متر است اما در گونه‌های مختلف از ۰٫۲ تا ۳۰ میلی‌متر هم تفاوت می‌کند. بدن آن‌ها تخت است و صدفی دوکفه‌ای از جنس آهک یا کیتین از بدن آن‌ها محافظت می‌کند. لولای بین دو کفه این صدف در بالا و پشت بدن آن‌ها واقع شده‌است. 
بخش اعظم سنگواره‌های یافته شده از بندپایان مربوط به صدفیان است و بازه زمانی فسیل‌های صدفی از کامبرین تا امروزه را دربر می‌گیرد. صدفیان آب شیرین در کهربای بالتیک یافته شده که مربوط به عصر ائوسن است و احتمالاً در جریان سیل در لابلای درختان به آن منطقه رسیده است.